# Dniprovka, Krîvîi Rih
Dniprovka (în ucraineană Дніпровка) este un sat în comuna Novopillea din raionul Krîvîi Rih, regiunea Dnipropetrovsk, Ucraina.

## Demografie
Componența lingvistică a localității Dniprovka
     Ucraineană (68,85%)
     Rusă (31,15%)
Conform recensământului din 2001, majoritatea populației localității Dniprovka era vorbitoare de ucraineană (68,85%), existând în minoritate și vorbitori de rusă (31,15%).